# Philotoceraeoides
Philotoceraeoides är ett släkte av skalbaggar. Philotoceraeoides ingår i familjen långhorningar.
Kladogram enligt Catalogue of Life:
| Philotoceraeoides | \| \| Philotoceraeoides albulus \| \| \| \| \| \| Philotoceraeoides multilineatus \| \| \| \| |
|                   | \| \| Philotoceraeoides albulus \| \| \| \| \| \| Philotoceraeoides multilineatus \| \| \| \| |
|                   | Philotoceraeoides albulus                                                                     |
|                   |                                                                                               |
|                   | Philotoceraeoides multilineatus                                                               |
|                   |                                                                                               |